# Lepezari
Lepezari (Strepsiptera), red holometaboličnih kukaca u infrarazredu Neoptera koji se sastoji od podredova Mengenillidia i Stylopidia.
Ime im dolazi iz grčkog streptos = zasukano, pleteno. Životni ciklus se satoji od četiri razvojna stadija (potpuna preobrazba), jaje, ličinka, kukuljica, imago. Imago može narasti od 0,4 do 35 mm, ali je u pravilu sitniji od 6 milimetara. Kod lepezara samo mužjaci imaju krila. Ženke zbog svog parazitskog oblika života nemaju krila, niti ticala. Mužjaci imaju razvijen samo stražnji par krila, dok su im od prednjeg para krila ostale samo haltere. Mužjaci se često mogu vidjeti kako lete oko cvijeća, to rade zato što ženke većinom parazitiraju na redu hymenoptera kojima je prehrana bazirana na cvjetnom nektaru i peludi. Kopulacija se odvija na način da mužjak penetrira pod neodređeni dio ženkinog egzoskeleta, jer ženka nema kopulatorne organe. Ličinke se legu u tijelu ženke te se prvo hrane njezinom unutrašnjosti, a nakon što iscrpe tijelo ženke hrane se tijelom domadara. 
Pripadnici ovoga reda rijetko se mogu vidjeti jer žive kao nametnici u drugim kukcima.

## Porodice
1. Bahiaxenidae Bravo, Pohl, Silva-Neto and Beutel, 2009
2. Bohartillidae Kinzelbach, 1969
3. Corioxenidae Kinzelbach, 1970
4. Cretostylopidaeâ Kathirithamby and Engel, 2014
5. Elenchidae Perkins, 1905
6. Halictophagidae Perkins, 1905
7. Lychnocolacidae Bohart, 1951
8. Mengeidae Pierce, 1908
9. Mengenillidae Hofeneder, 1910
10. Myrmecolacidae Saunders, 1872
11. Protoxenidae Pohl, Beutel and Kinzelbach, 2005
12. Stylopidae Kirby, 1813
13. Xenidae Saunders, 1872

## Vanjske poveznice
|  | Zajednički poslužitelj ima još gradiva o temi Strepsiptera |
|  | Wikivrste imaju podatke o taksonu Strepsiptera             |